# 논공로
논공로(Nongong-ro)는 대구광역시 달성군 논공읍 남리에서 현풍읍 성하리까지 이어주는 달성군도로, 총 연장은 8.563 km이다. 이름이 유래된 것은 행정구역명인 논공읍을 반영하여 도로명이 제정되었다.

## 역사
- 2010년 3월 4일 : 도로명으로 논공로를 고시

## 주요 경유지
- 달성군
  - 논공읍 (남리 - 북리 - 본리리 - 북리 - 남리) - 현풍읍 (성하리)

## 접촉하는 도로
- 비슬로 (기종점 모두 교차)
- 용호로
- 논공중앙로

## 주요 건물 및 시설
- 산장여관 (논공로 133/성하리 23)
- 한국폴리텍VI대학 달성캠퍼스 (논공로 226/남리 717-3)
- 달성장애인복지관 (논공로 242/남리 717-4)
- 달성청소년센터 (논공로 252/남리 717-8)
- 논공중학교 (논공로 256/남리 717-5)
- 대구남동초등학교 (논공로 258/남리 717-5)
- 산도브레이크 (논공로 438/본리리 29-97)
- 동아제약 (논공로 493/본리리 29-40)
- 온양떼교회 (논공로 806-1/남리 224-110)
- GS칼텍스 경인주유소 (논공로 842/남리 137-54)